# Oddone di Bayeux
Oddone di Bayeux, chiamato anche Odone di Conteville, in francese Odon de Conteville dit Odon de Bayeux (Normandia, 1036 circa – Palermo, 2 gennaio 1097) è stato un vescovo cattolico e politico normanno, vescovo di Bayeux dal 1049, conte del Kent dal 1068.

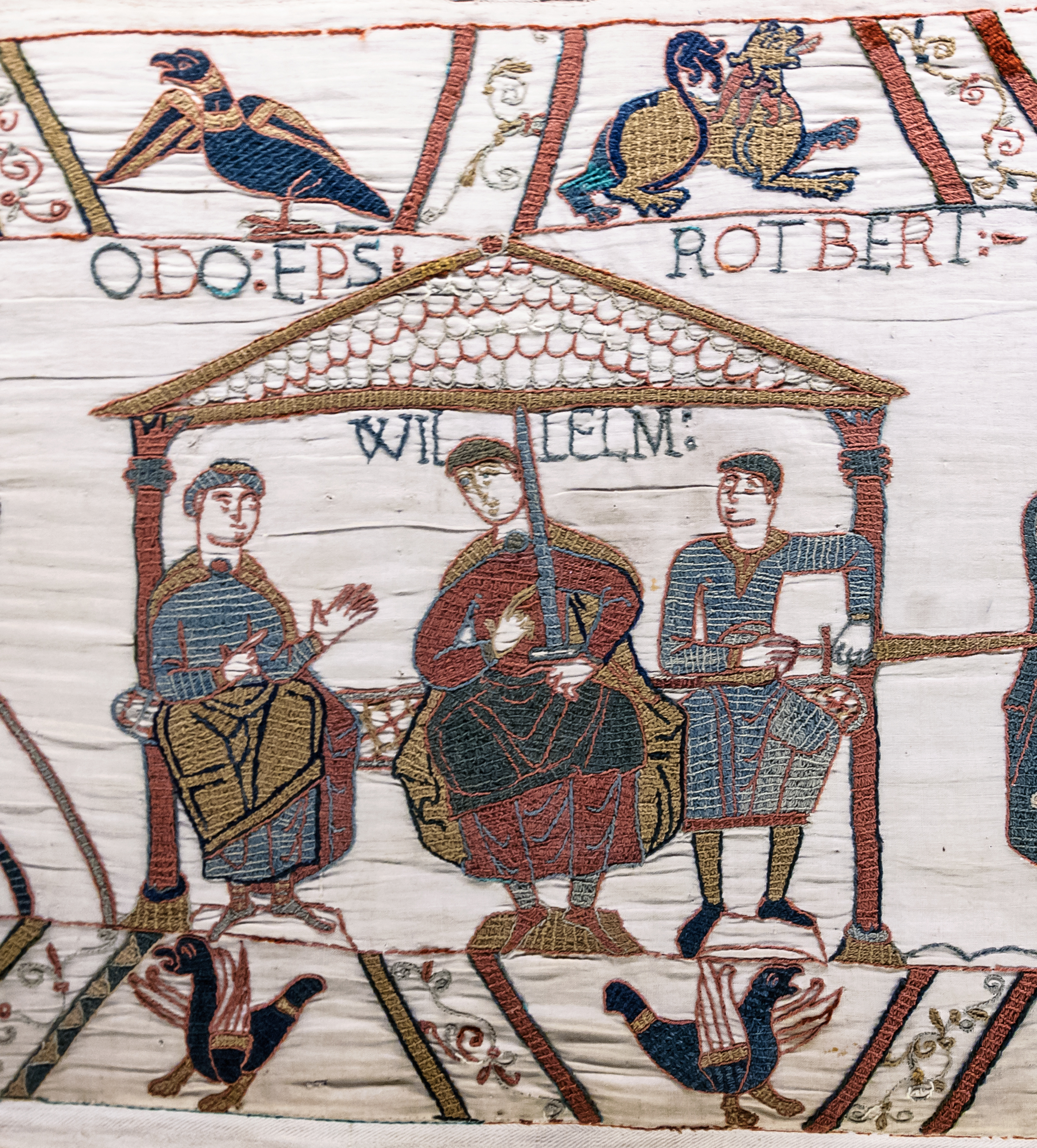
Oddone (a sinistra) conversa con il duca Guglielmo e suo fratello Roberto di Mortain (a destra) dopo lo sbarco a Pevensey.

Oddone è più noto come guerriero e uomo di Stato che come ecclesiastico; oltre che per l'arazzo di Bayeux, viene ricordato come mecenate della prima versione della Chanson de Roland.

## Origine
Oddone era il figlio primogenito del cavaliere Erluino di Conteville (ca. 1001-ca. 1066) e di una donna di umili origini, Herleva o Arletta di Falaise (ca. 1010-ca. 1050), figlia di Fulberto o Herberto, un cameriere del duca; secondo lo storico britannico William John Corbett, Herleva era invece figlia del conciatore Fulberto di Falaise, il quale secondo Elisabeth M. C. van Houts pare fosse preparatore di salme o, come lo chiameremmo al giorno d'oggi, «impresario di pompe funebri».

## Biografia
Sua madre Herleva era stata sposata, secondo il more danico, in prime nozze, al giovane conte di Hiesmois, Roberto, secondogenito di Riccardo II il Buono, duca di Normandia, e sposando Erluino, nel 1035, era già madre di un bambino nato da quell'unione, Guglielmo, futuro duca di Normandia e poi re d'Inghilterra famoso col soprannome di Conquistatore.
Oddone nacque in Normandia, probabilmente verso il 1036. Dopo che il suo fratellastro, il duca di Normandia Guglielmo, ebbe stabilizzato la situazione del ducato, nel 1047 Oddone fu nominato vescovo di Bayeux, succedendo a Ugo II. Per la sua giovane età la cosa fece non poco rumore, ma data la buona educazione e la preparazione ricevute, Oddone alla fine fu ordinato chierico e accettato: continuò quindi l'opera del predecessore nel riordino della diocesi di Bayeux, collaborando col fratellastro Guglielmo.
Oltre alla nomina a vescovo, suo fratellastro Guglielmo aveva donato a Oddone diversi feudi.

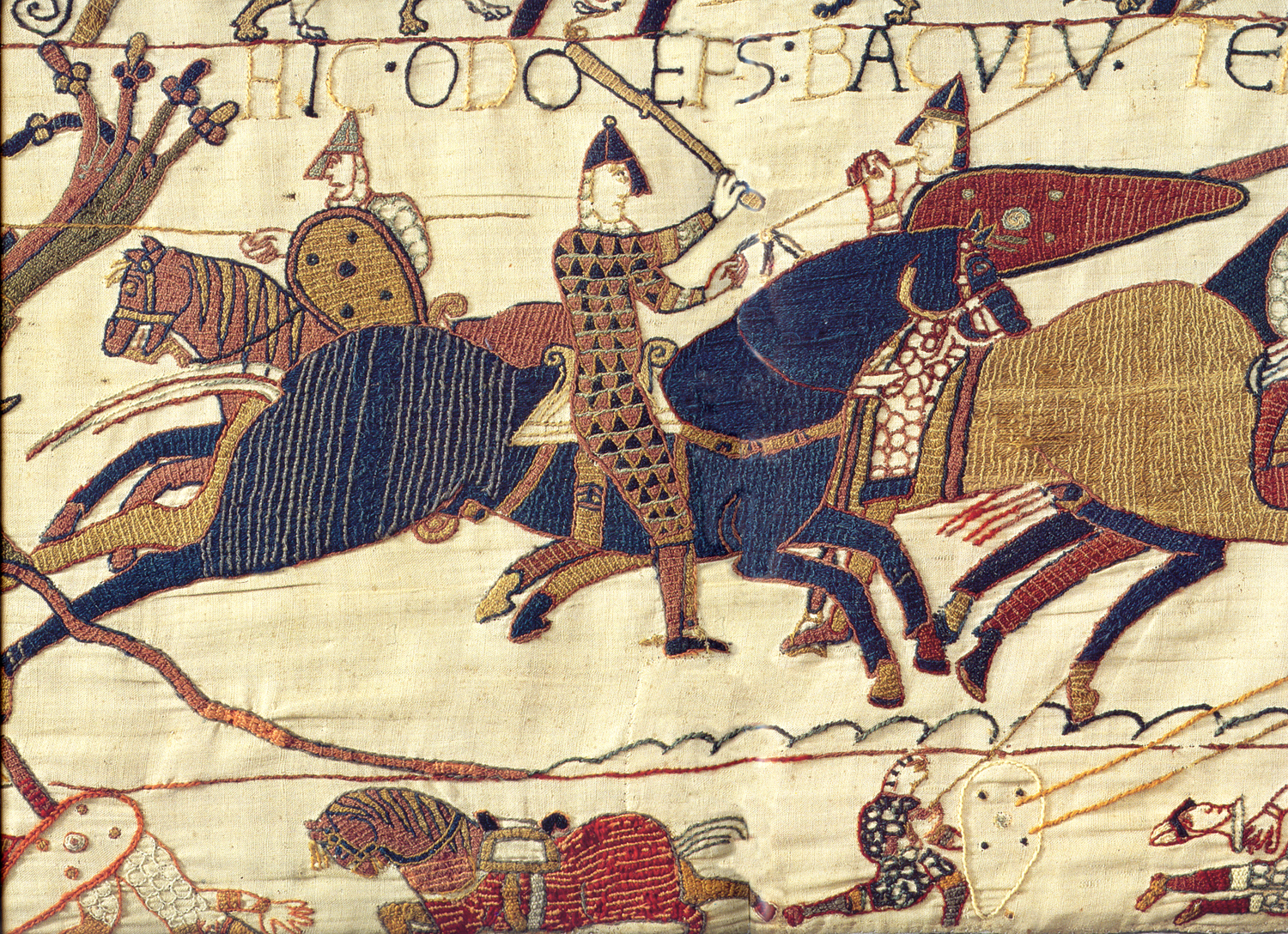
Oddone, con il bastone di comando in mano, alla battaglia di Hastings, incoraggia le truppe dopo la ritirata.

Nel 1066 Guglielmo, appena appresa la notizia dell'incoronazione di Aroldo II, inviò messaggeri in Inghilterra per ricordare allo stesso Aroldo la promessa fattagli e poi in tutta Europa per denunciare lo spergiuro, e con l'approvazione di papa Alessandro II progettò l'invasione dell'Inghilterra.
Alla riunione (concilio di Lillebonne) in cui fu decisa la spedizione partecipò anche Oddone, che si impegnò a contribuire armando addirittura cento navi; Oddone accompagnò il fratellastro in Inghilterra e anche se non prese parte attivamente alla battaglia di Hastings, nelle retrovie incitava i normanni al combattimento, come risulta dall'arazzo di Bayeux.
Dopo la vittoria e l'incoronazione di Guglielmo, Oddone fu tra i principali collaboratori del fratellastro nel governo del nuovo regno, e mentre Guglielmo e il fratellastro Roberto di Mortain erano impegnati nella sottomissione del regno d'Inghilterra (periodo 1066-1069), Oddone resse il governo. Nel 1067 tra marzo e dicembre Oddone fu reggente assieme a William FitzOsbern, I conte di Hereford, in quanto Guglielmo tornò in Normandia accompagnato da Edgardo Atheling e da altri nobili inglesi, e, con il tesoro depredato in Inghilterra (da distribuire tra le chiese normanne), celebrò il proprio trionfo. In quel periodo Oddone ebbe a combattere contro Eustachio II di Boulogne per la piazzaforte di Dover, che riuscì a conquistare.
Per tutto ciò il fratellastro lo nominò conte di Kent e lo ripagò con una notevole quantità di feudi in diverse contee inglesi (nel 1086, alla compilazione del Domesday Book, a Oddone risultavano assegnate 439 signorie, in diverse contee): praticamente Oddone governava buona parte del sud est dell'Inghilterra.

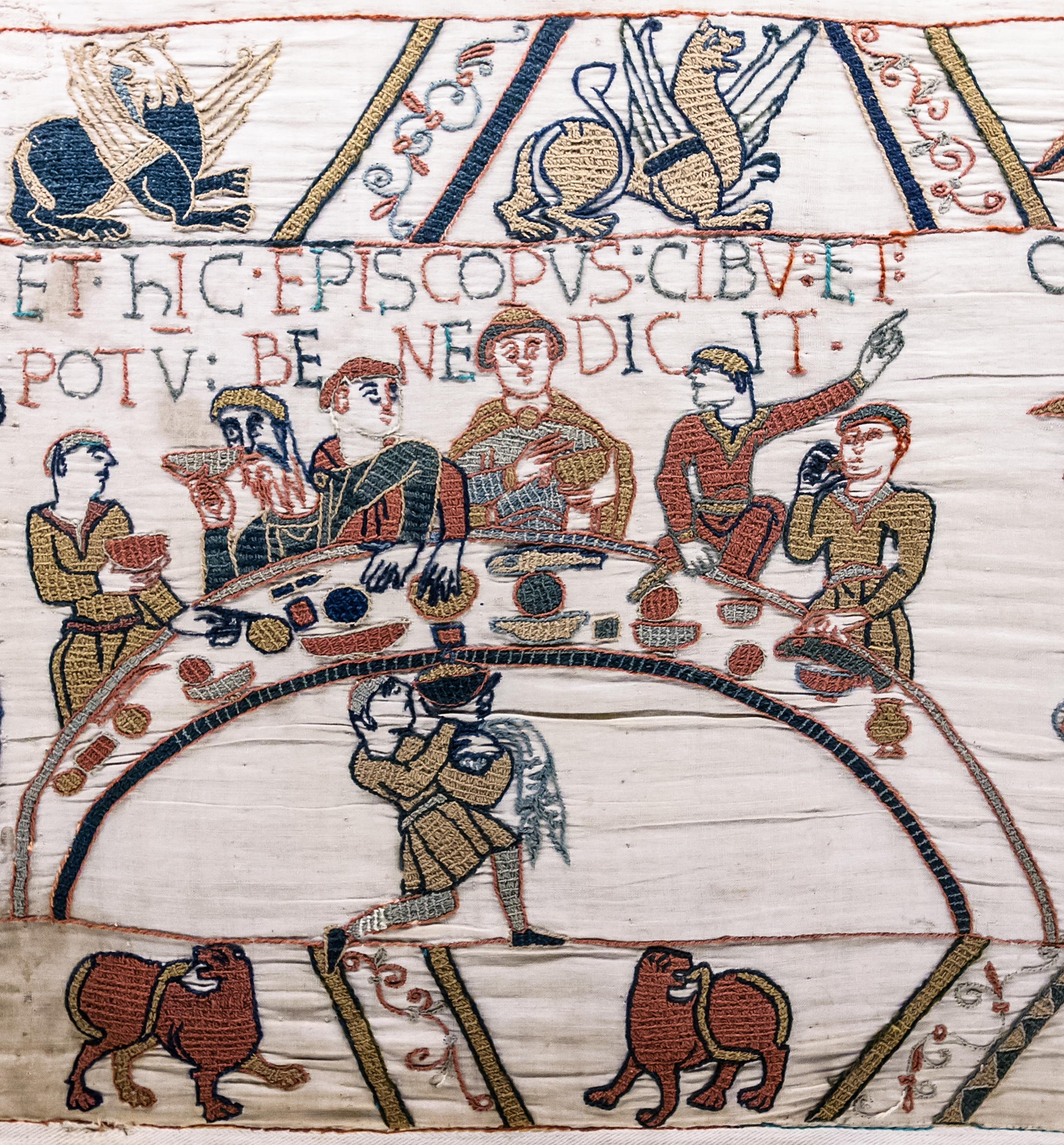
Oddone è il terzo personaggio partendo da destra.

Oddone fu con molta probabilità il committente dell'arazzo di Bayeux, che descrive gli avvenimenti che precedettero la conquista, poi l'invasione e la conquista dell'Inghilterra da parte dei normanni.

Oddone rimase fedele al fratellastro Guglielmo, agendo sempre in sintonia con lui. Nel 1074 si oppose a una ribellione di conti radunando un esercito di normanni e inglesi, che intimorì i ribelli, i quali rinunciarono ai loro intenti. Nel 1080 Guglielmo affidò a Oddone la missione di pacificare e punire gli abitanti del Northumberland che si erano ribellati.
Ma nel 1082 sorse una disputa che si risolse con l'arresto di Oddone, il quale per ordine di Guglielmo fu imprigionato a Rouen. Le ragioni della disputa sono ignote: qualcuno disse per l'ambizione di Oddone che approfittò della fiducia del fratellastro; secondo altri all'origine della disputa sarebbe stata l'ostilità che Oddone provava per l'arcivescovo di Canterbury, Lanfranco; altri ancora dissero per la cupidigia di Guglielmo, che da quel momento pose sotto sequestro le grosse rendite inglesi di Oddone, che da quando era conte del Kent, la più prospera delle contee inglesi, era diventato molto ricco e potente, secondo solo al sovrano.
Pare che il fratello di Oddone, Roberto, ne ottenne la liberazione quando, nel 1087, Guglielmo era sul letto di morte, e che in quella stessa occasione perorò la causa del nipote Roberto II il Corto, che era in esilio, per fargli avere la contea di Normandia.
Dopo l'incoronazione (26 settembre 1087) a re d'Inghilterra del nipote Guglielmo II il Rosso, Oddone, rientrato nella sua contea del Kent, fu a capo della ribellione dei baroni che, nel 1088, si ripromettevano di portare sul trono d'Inghilterra l'altro nipote di Oddone, Roberto II il Corto. Secondo Corbett, i favori della nobiltà andavano a Roberto il Corto perché ritenuto di carattere più debole del fratello, Guglielmo II il Rosso, e quindi più malleabile.
Forse Oddone, ritenendo l'arcivescovo Lanfranco responsabile delle sue disgrazie e volendo vendicarsi, sposò la causa dei rivoltosi, in quanto Lanfranco e la maggioranza del clero si erano schierati con Guglielmo il Rosso, così come i baroni dell'est e del nord dell'Inghilterra. Guglielmo il Rosso comunque, riuscì a chiamare a raccolta gli inglesi (i nativi che fornirono i combattenti a piedi) e a sconfiggere nel corso del 1088 la ribellione, forte soprattutto nel Kent e nel Sussex in quanto organizzata intorno a Oddone e suo fratello, Roberto di Mortain, anche perché Roberto il Corto, come sempre a corto di denaro, non si fece vivo in Inghilterra a sostenere i suoi seguaci: Oddone, avendo fortificato Rochester, aveva richiesto l'intervento del nipote, Roberto il Corto, che dalla Normandia aveva inviato un piccolo corpo di armati, promettendo di arrivare al più presto in aiuto di Oddone, ma Guglielmo il Rosso, con l'aiuto di Lanfranco, reagì e riuscì ad avere ragione dei rivoltosi prima dell'intervento di Roberto.
Dopo la sconfitta Oddone fu bandito dal regno d'Inghilterra, la contea del Kent gli venne confiscata e fu costretto a rientrare a Bayeux, dove era ancora vescovo; si mise quindi al servizio del nipote, il duca Roberto il Corto, divenendo capo dei suoi consiglieri.
Nel settembre del 1096 Roberto partì per la Terra santa con la Prima crociata, accompagnato da Oddone e da Edgardo Atheling, ultimo discendente del Casato dei Wessex, e re d'Inghilterra per poche settimane, prima di Guglielmo il Conquistatore. Roberto che fu uno dei capi della crociata, per il numero di nobili normanni e anglo-normanni che lo avevano seguito, iniziò il viaggio di trasferimento in compagnia del cugino, il conte di Fiandra, Roberto II.
I Crociati incontrarono papa Urbano II, a Lucca o a Roma; proseguirono poi per la Puglia, dove Roberto di Fiandra si imbarcò in dicembre per svernare in Epiro, mentre Roberto II di Normandia, Oddone ed Edgardo Atheling, con Stefano II di Blois e Eustachio III di Boulogne, svernarono in Italia.
In attesa di imbarcarsi verso la Palestina soggiornarono presso i Normanni della Contea di Sicilia, e Oddone morì durante questa permanenza a Palermo, alla corte di Ruggero I di Sicilia, nel mese di febbraio del 1097; fu inumato nella locale cattedrale.

## Discendenza
Di Oddone si conosce un figlio illegittimo:
- Giovanni di Bayeux (? - † 1131); visse alla corte del cugino, Enrico I d'Inghilterra, dove era apprezzato per l'eloquenza e la probità.